# Guadua
Les Guadues o tacuares són un genère de plantes de canyes de bambú gegant, de la família de les poàcies, ordre Poals, classe Liliòpsid, divisió dels magnoliofitins.

## Distribució i hàbitats
El gènere es concentra a la conca del riu Amazones i la conca d'Orinoco. Normalment en altituds baixes (per sota dels 1.500 m), però s'ha trobat fins a 2.500 m. Els seus hàbitats inclouen bosc tropical, sabanes i bosc de galeria.

## Ús
D'una perspectiva utilitària, Guadua és el bambú americà més important. A causa de la seva qualitat, el gènere s'ha utilitzat àmpliament per a construcció de cases al llarg dels rius de Colòmbia i a la costa de l'Equador.

## Taxonomia
- Guadua aculeata Rupr. ex E.Fourn.
- Guadua amplexifolia J.Presl
- Guadua angustifolia Kunth
- Guadua calderoniana Londoño i Judz.
- Guadua capitata (Trin.) Munro
- Guadua chacoensis (Rojas) Londoño & P.M.Peterson
- Guadua ciliata Londoño & Davidse
- Guadua dioica Steud.
- Guadua distorta (Nees) Rupr.
- Guadua exaltata Döll
- Guadua fascicularis Döll
- Guadua flabellata E.Fourn.
- Guadua glaziovii (Hack.) E.G.Camus
- Guadua glomerata (Munro)
- Guadua inermis Rupr. ex E.Fourn.
- Guadua intermedia Rupr. ex E.Fourn.
- Guadua paraguayana Döll
- Guadua perligulata Pilg.
- Guadua sarcocarpa Londoño & P.M.Peterson
- Guadua tagoara Nees ex Rupr.
- Guadua tessmanii Pilg.
- Guadua tomentosa Hack. & Lindm.
- Guadua trinii (Nees) Nees ex Rupr.
- Guadua uncinata Londoño & L.G.Clark
- Guadua velutina Londoño & L.G.Clark
- Guadua venezuelae Munro
- Guadua virgata (Trin.) Rupr.
- Guadua weberbaueri Pilg.